# Jean François Aimée Gottlieb Philippe Gaudin
Jean François Aimée Gottlieb Philippe Gaudin (1766 – 1833) è stato un botanico svizzero.
| Gaudin è l'abbreviazione standard utilizzata per le piante descritte da Jean François Aimée Gottlieb Philippe Gaudin. Consulta l'elenco delle piante assegnate a questo autore dall'IPNI. |